# Bahnstrecke Porta Westfalica–Häverstädt
| Die Eisenbahnbrücke über die Weser |                      |                                |                                |
| Streckennummer (DB): | 2991                 |                                |                                |
| Streckenlänge: | 4,3 km               |                                |                                |
| Spurweite: | 1435 mm (Normalspur) |                                |                                |
| Streckengeschwindigkeit: | 40 km/h              |                                |                                |
| |                      |                                |                                |
| \| \| \| Hauptstrecke von Minden \| \| \| \| 0,0 \| Porta Po (Abzw) ⊙ \| Porta Po (Abzw) ⊙ \| \| \| \| ehem. Richtung Minden und Hamm \| \| \| \| \| Porta Westfalica (Gbf) ⊙ \| \| \| \| \| Hauptstrecke nach Hamm \| \| \| \| 0,1 \| Neesen ⊙ \| Neesen ⊙ \| \| \| \| Weser ⊙ \| \| \| \| \| B 61 \| \| \| \| 3,8 \| Häverstädt ⊙ \| Häverstädt ⊙ \| \| \| 4,3 \| Häverstädt Dorf ⊙ \| Häverstädt Dorf ⊙ \| \| \| \| \| \| \| Quellen: [1] \| \| \| \| |                      |                                |                                |
| Strecke · Strecke |                      | Hauptstrecke von Minden        | Hauptstrecke von Minden        |
| Strecke · ehemalige Blockstelle | 0,0                  | Porta Po (Abzw) ⊙              | Porta Po (Abzw) ⊙              |
| Strecke von links (außer Betrieb) · Kreuzung (Querstrecke außer Betrieb) · Abzweig geradeaus und ehemals nach rechts |                      | ehem. Richtung Minden und Hamm | ehem. Richtung Minden und Hamm |
| Strecke (außer Betrieb) · Dienststation / Betriebs- oder Güterbahnhof · ehemaliger Bahnhof |                      | Porta Westfalica (Gbf) ⊙       | Porta Westfalica (Gbf) ⊙       |
| Strecke (außer Betrieb) · Strecke nach links · Strecke nach links |                      | Hauptstrecke nach Hamm         | Hauptstrecke nach Hamm         |
| Haltepunkt / Haltestelle (Strecke außer Betrieb) | 0,1                  | Neesen ⊙                       | Neesen ⊙                       |
| Brücke über Wasserlauf (Strecke außer Betrieb) |                      | Weser ⊙                        | Weser ⊙                        |
| |                      | B 61                           |                                |
| Bahnhof (Strecke außer Betrieb) | 3,8                  | Häverstädt ⊙                   | Häverstädt ⊙                   |
| Haltepunkt / Haltestelle Streckenende (Strecke außer Betrieb) | 4,3                  | Häverstädt Dorf ⊙              | Häverstädt Dorf ⊙              |
| |                      |                                |                                |
| Quellen: |                      |                                |                                |

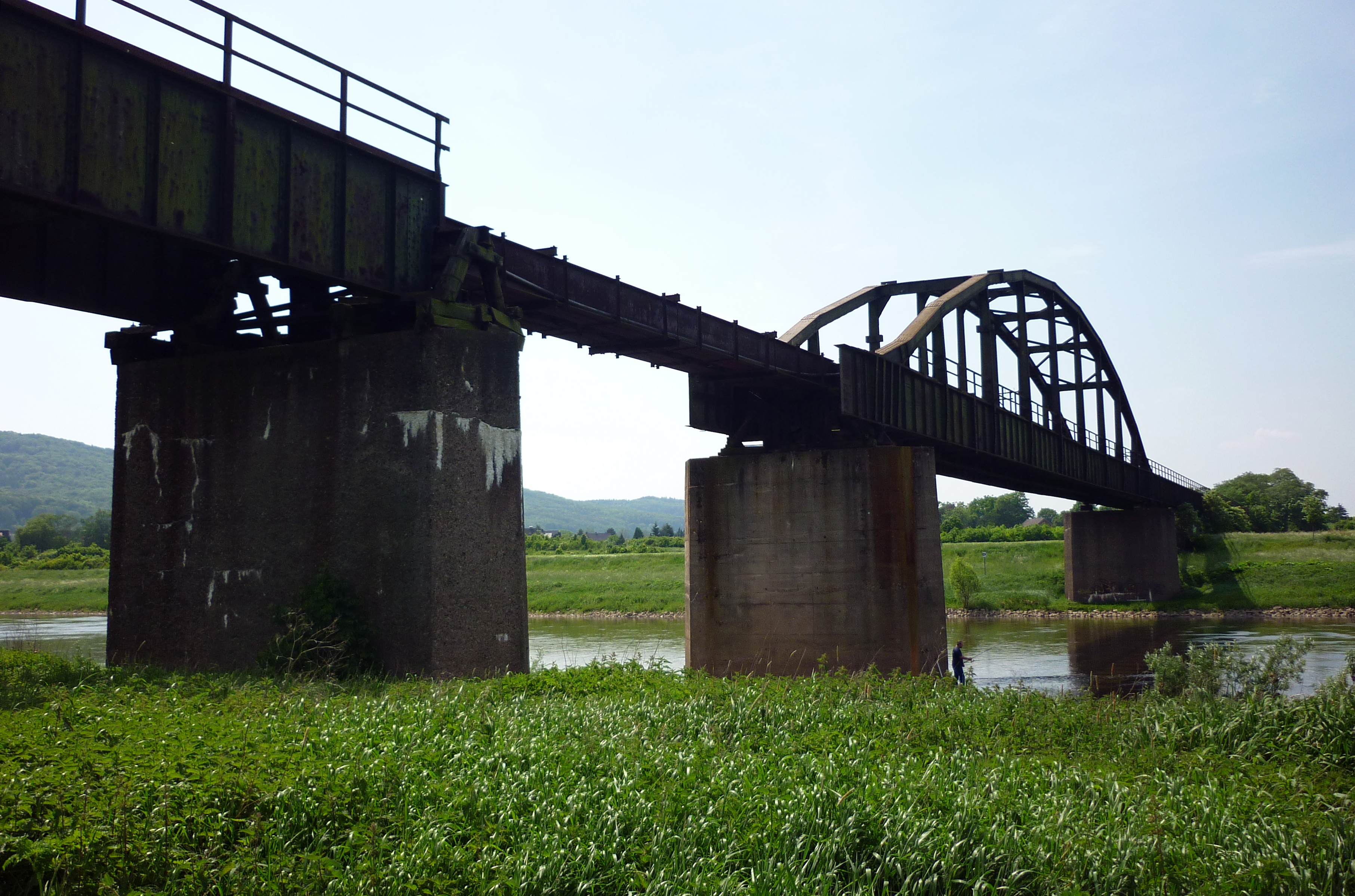
Brücke über die Weser (2012)

Die Bahnstrecke Porta Westfalica–Häverstädt war eine 4,3 Kilometer lange Nebenbahn in Ostwestfalen. Sie wurde hauptsächlich zum Abtransport von Eisenerz der Eisenerzgrube Porta in Häverstädt nach Porta Westfalica an der Bahnstrecke Hamm–Minden genutzt. Für einen kurzen Zeitraum nach dem Zweiten Weltkrieg gab es auch Personenverkehr, der von Häverstädt nach Minden verkehrte.

## Verlauf
Die Strecke führte nach dem Abzweig von der Hauptstrecke in weitem Bogen über eine Flutbrücke zur Weser, die über eine genietete Stahlbogenbrücke, die heute sogenannte Grüne Brücke Neesen gequert wurde. Danach verlief sie überwiegend in Dammlage.

## Geschichte
Um die Abhängigkeit von ausländischem Eisenerz zu verringern, eröffneten die Klöckner-Werke am 1. Oktober 1935 am Wittekindsberg im Wiehengebirge die Eisenerzgrube Porta. Auf Dauer erwies sich der Abtransport des Erzes nach Minden mit LKWs als zu aufwändig. Die Förderung wurde 1938 nach Uphausen verlagert, auf dem ehemaligen Zechengelände wurde 1969 potts park errichtet.
An der Bahnstrecke Hamm–Minden wurde die Abzweigstelle Porta Po errichtet und von dort aus eine Stichstrecke errichtet, die fast genau nach Westen verlief. Die Strecke wurde am 1. September 1938 zusammen mit dem Bahnhof Häverstädt eröffnet und endete im Haltepunkt Häverstädt Dorf. Hier schloss die Zechenbahn der Zeche Porta in Uphausen an.
Vom 31. Juli bis 23. September 1950 gab es für acht Wochen Personenverkehr, der nach Minden durchgebunden wurde.
Der Erzbergbau hatte massive Folgen für die Wasserwirtschaft. Der Grundwasserspiegel sank, die Wittekindsquelle versiegte, der Mühlenbach führte so wenig Wasser, dass vier Mühlen ihren Betrieb einstellen mussten, und mehrere Brunnen trockneten aus. Gleichzeitig drang immer mehr Wasser in die Gruben ein. Da sich der Abbau der geringer wertigen Erze nicht mehr rentierte, wurde die Erzgrube 1963 geschlossen. Infolgedessen mussten auch eine Schmiede und diverse Gewerbebetriebe schließen.
Die Bahnstrecke konnte noch eine Zeit lang weiter betrieben werden, so wurde bis 1967 Kalksandstein am Dützer-Berg abgebaut. Anfang der 1970er Jahre benutzte das Bundesbahn-Zentralamt mit Sitz in Minden die Strecke als Teststrecke für den Mittelpuffer- und automatischen Kupplungsbetrieb. Am 30. Mai 1976 kam dann schließlich das Aus für die Strecke.
Die Dämme auf dem westlichen Weserufer sind an mehreren Stellen für den Straßenbau unterbrochen und abgetragen worden. Die Weserbrücke ist bis heute vorhanden und erscheint in der Weserlandschaft wie ein technisches Denkmal. Sie ist weder befahr- noch begehbar, als Nutzung ist immer wieder mal ein Radfahrweg in der Diskussion. Um den Jahreswechsel 2013/2014 fanden Abbrucharbeiten statt, seither sind die Überbauten nicht mehr vollständig.

## Trivia
Mitte der 1950er Jahre wurde die rund vier Kilometer lange Stichstrecke, die über die Grüne Brücke Neesen führt, zweimal zur Abstellung eines Sonderzuges über Nacht genutzt. Zum einen verbrachte König Paul von Griechenland hier eine Nacht, zum anderen in der Nacht auf den 13. Februar 1955 Bundeskanzler Adenauer. Zwischen 22:53 Uhr und 8:05 Uhr des Folgetages war der Sonderzug mit Sicherung von zehn Polizeibeamten etwa 20 Meter vom Bahnhof Häverstädt entfernt abgestellt, um dann in Richtung Hamm weiterzufahren.